# إم في غويا
إم في غويا هي كانت سفينة بضائع نرويجية أستخدمتها ألمانيا النازية كسفينة نقل الجنود أثناء الحرب العالمية الثانية، في 16 أبريل 1945 أطلقت غواصة سوفيتية طوربيد على السفينة مما أدى لغرقها. نجا 183 فقط من إجمالي 6700 وتعتبر من أسوء الخسائر البحرية من حيث الأرواح في حادث واحد أثناء الحرب.